# Ratones coloraos
Ratones coloraos fue un programa de televisión presentado por Jesús Quintero y emitido, en dos etapas, a través de Canal Sur, Telemadrid, ETB2, 7RM, RTPA y TVE Internacional de 2002 a 2005 y desde 2007 hasta 2012.
Con guion de Javier Salvago y escenografías de Wolfgang Burmann, Hugo Stuven se hizo cargo de la realización, y Pablo Lucena y Juan José Domínguez del montaje.
TVE hizo programa similar llamado El loco de la colina.

## Las dos etapas del programa

### Primera etapa: 2002-2005
En el año 2002, Jesús Quintero da el salto a la primera cadena andaluza con este programa después de triunfar durante 4 años en Canal Sur 2 con El Vagamundo, espacio que se hizo muy popular gracias a los programas de zapping de otras cadenas en los que se recogían fragmentos de las entrevistas que el onubense realizó a personajes como Risitas o El Pozí.
Este cambio de cadena supuso un mayor presupuesto para la producción, con lo que se amplió considerablemente el plató y los decorados y se incluyó un elemento inédito hasta el momento en los programas de Quintero: el público en directo. Durante la primera temporada, emitida en el prime time de los miércoles entre el 20 de noviembre de 2002 y junio de 2003, el onubense consiguió situar el espacio como el buque insignia de Canal Sur, consiguiendo ser líder en share en la mayoría de sus emisiones. Este éxito supuso que la autonómica vasca ETB llegara a un acuerdo con la productora del espacio para emitir una serie de trece programas durante el verano resultante del remontaje de lo ya emitido en Andalucía,aunque el público vasco no lo recibió con el mismo entusiasmo y, tras varios cambios de horario, acabó relegado prácticamente a la madrugada con una media de 14.7% de share. 
En octubre de 2003, Canal Sur estrenó la segunda temporada del programa en el prime time del miércoles con igual éxito de crítica y público, que se mantuvo en antena hasta septiembre de 2004. A diferencia de la anterior, en esta temporada se usaron en el programa hasta 5 escenografías distintas y se incluyeron dos nuevas secciones que, hasta ahora, permanecen en los programas de Jesús Quintero: las reflexiones y las actuaciones en directo. De nuevo, otra cadena de la FORTA apostaría por el programa incluyéndolo en su parrilla, Telemadrid, desde abril de 2004, donde no tuvo el éxito esperado estancándose en una media del 14.4% de share.  En esta etapa, el programa se hizo tremendamente popular en toda España al ofrecer la primera entrevista que concedió Isabel Pantoja tras haberse hecho pública su relación con Julián Muñoz. En verano del mismo año y tras llegar a un acuerdo con la productora del espacio, TVE Internacional emitió 13 programas con un gran éxito, sobre todo en Latinoamérica. Además, TV3, la primera cadena autonómica de Cataluña, emitió un piloto del espacio titulado "En la Casa del Quintero".
El estreno de la tercera temporada de Ratones Coloraos en Canal Sur se retrasaría hasta el mes de enero de 2005, manteniéndose en antena hasta el mes de junio. El espacio se mudó al prime time de los lunes, cubriendo el espacio que dejaban vacío Los Morancos. Quintero hizo cambios en la escenografía y confió en un nuevo realizador, David Gordon, director de cine, que impregnó un ritmo mucho más lento al espacio. Sin embargo, ésta sería la temporada de mayor éxito del programa  hasta el momento, consiguiendo en la primera entrega, donde se incluía una entrevista exclusiva con el bailaor Farruquito, un 37.5% de share.  A mediados de febrero, Jesús Quintero fue hospitalizado debido a una enfermedad que nunca se hizo pública, aunque la emisión del espacio no se interrumpió gracias a la gran cantidad de material que había dejado grabado.
En septiembre de 2005, TVE anunció el fichaje del comunicador andaluz para presentar un programa similar en La 1.

### Segunda etapa: 2007-2010
Tras su aventura en un medio de nivel nacional, Quintero regresó a la autonómica andaluza en septiembre de 2007 recuperando el formato de lo que años antes había sido Ratones Coloraos: entrevistas, humor, música en directo y reflexiones, en el prime time de los martes.  Como novedad, el espacio se grabaría en un nuevo plató que el periodista había construido en pleno centro de Sevilla, y volvería a contar con la realización de Hugo Stuven, quién ya había colaborado con él en las primeras etapas del espacio. Un mes después, Telemadrid confió de nuevo en el andaluz y programó reediciones de una hora de duración en el late night y prime time de los miércoles. Una vez más, el público madrileño no respondió y el programa fue retirado tras trece emisiones. Desde el mes de junio de 2008 el programa también se emitía los martes en la televisión autonómica de Murcia, 7RM, y en la Televisión de Asturias.
En abril de 2010, Canal Sur decide retirar el espacio por falta de presupuesto.
En diciembre de 2012, comienza a programar redifusiones de los mejores programas en las madrugadas de martes a jueves. 
De octubre 2022 a septiembre de 2023 en las madrugadas de Canal Sur de lunes a jueves se emitieron sus mejores programas con motivo de su muerte el 3 de octubre de 2022.

## Curiosidades
- La sintonía del programa fue compuesta por Joaquín Sabina, que además le puso voz, junto a otros artistas como María Jiménez, Rafael del Estad o Andy & Lucas. Estos últimos obtuvieron un gran éxito con sus "Ratoncitos coloraos". José Luis Figuereo, "El Barrio", compuso una letra con el nombre del espacio que actualmente se utiliza como sintonía. Todas estas canciones y algunas más dedicadas al programa se recogieron en el disco "Los Ratones Coloraos de Jesús Quintero".
- Cada temporada la voz de la sintonía la ponía un cantante diferente. (María Jiménez, Rafael, El Barrio, etcétera)